# اچ‌ام‌اس میکلهام (ام۲۷۱۰)
اچ‌ام‌اس میکلهام (ام۲۷۱۰) (به انگلیسی: HMS Mickleham (M2710)) یک کشتی بود که طول آن ۱۰۶ فوت ۶ اینچ (۳۲٫۴۶ متر) بود. این کشتی در سال ۱۹۵۴ ساخته شد.